# Silicon Valley Classic 2019
Silicon Valley Classic 2019, oficiálním sponzorským názvem Mubadala Silicon Valley Classic 2019, byl profesionální tenisový turnaj pořádaný jako součást ženského okruhu WTA Tour, který se hrál na otevřených dvorcích s tvrdým povrchem v univerzitním areálu sanjoséské státní univerzity. Probíhal mezi 29. červencem až 4. srpnem 2019 v americkém San José jako čtyřicátý osmý ročník turnaje.
Turnaj představoval otevírací událost ženské části US Open Series 2019. Jeho rozpočet činil 876 183 dolarů a patřil do kategorie WTA Premier Tournaments. Nejvýše nasazenou hráčkou ve dvouhře se stala světová sedmička Elina Svitolinová z Ukrajiny, která dohrála v semifinále na raketě Čengové. Jako poslední přímá účastnice do dvouhry nastoupila 122. hráčka žebříčku Britka Heather Watsonová.
Premiérovou singlovou trofej na okruhu WTA Tour vybojovala 25letá Číňanka Čeng Saj-saj, která se posunula na nové kariérní maximum, 38. místo žebříčku. Deblovou soutěž ovládl americko-český pár Nicole Melicharová a Květa Peschkeová, jehož  členky získaly čtvrtou společnou trofej. 44letá Peschkeová tak titul obhájila.

## Distribuce bodů a finančních odměn

### Distribuce bodů
| Soutěž  | vítězky | finalistky | semifinalistky | čtvrtfinalistky | 16 v kole | 32 v kole | 64 v kole | Q  | Q2 | Q1 |
| ------- | ------- | ---------- | -------------- | --------------- | --------- | --------- | --------- | -- | -- | -- |
| dvouhra | 470     | 305        | 185            | 100             | 55        | 30        | 1         | 25 | 13 | 1  |
| čtyřhra | 470     | 305        | 185            | 100             | 1         | —         | —         | —  | —  | —  |

### Finanční odměny
| Soutěž                              | vítězky   | finalistky | semifinalistky | čtvrtfinalistky | 16 v kole | 32 v kole | Q2      | Q1      |
| ----------------------------------- | --------- | ---------- | -------------- | --------------- | --------- | --------- | ------- | ------- |
| dvouhra                             | 151 070 $ | 80 500 $   | 44 000 $       | 25 150 $        | 12 575 $  | 8 245 $   | 3 810 $ | 2 135 $ |
| čtyřhra                             | 47 360 $  | 26 303 $   | 13 825 $       | 7 035 $         | 3 825 $   | —         | —       | —       |
| částka ve čtyřhře je uvedena na pár |           |            |                |                 |           |           |         |         |

## Ženská dvouhra

### Nasazení
| Ukrajina                                                                      | Elina Svitolinová         | 7.  | 1. |
| Bělorusko                                                                     | Aryna Sabalenková         | 10. | 2. |
| Belgie                                                                        | Elise Mertensová          | 20. | 3. |
| USA                                                                           | Amanda Anisimovová        | 23. | 4. |
| Chorvatsko                                                                    | Donna Vekićová            | 26. | 5. |
| Španělsko                                                                     | Carla Suárezová Navarrová | 29. | 6. |
| Řecko                                                                         | Maria Sakkariová          | 30. | 7. |
| USA                                                                           | Danielle Collinsová       | 33. | 8. |
| Žebříček WTA k 22. červenci 2019; číslo je součtem umístění obou členek páru. |                           |     |    |

### Jiné formy účasti
Následující hráčky obdržely divokou kartu do hlavní soutěže:
- Darja Kasatkinová
- Bethanie Matteková-Sandsová
- Coco Vandewegheová
- Venus Williamsová

Následující hráčky postoupily z kvalifikace:
- Kristie Ahnová
- Tímea Babosová
- Mayo Hibiová
- Harmony Tanová

### Odstoupení
Před zahájením turnaje
- Petra Martićová → nahradila ji  Misaki Doiová
- Garbiñe Muguruzaová → nahradila ji  Marie Bouzková
- Jeļena Ostapenková → nahradila ji  Heather Watsonová
- Wang Čchiang → nahradila ji  Madison Brengleová

## Ženská čtyřhra

### Nasazení
| Stát                                                                          | Hráčka                | Stát     | Hráčka            | WTA | Nasazení |
| ----------------------------------------------------------------------------- | --------------------- | -------- | ----------------- | --- | -------- |
| USA                                                                           | Nicole Melicharová    | Česko    | Květa Peschkeová  | 37  | 1        |
| USA                                                                           | Desirae Krawczyková   | Polsko   | Alicja Rosolská   | 78  | 2        |
| Ukrajina                                                                      | Ljudmyla Kičenoková   | Ukrajina | Nadija Kičenoková | 81  | 3        |
| Rumunsko                                                                      | Mihaela Buzărnescuová | Čína     | Čang Šuaj         | 90  | 4.       |
| Žebříček WTA k 22. červenci 2019; číslo je součtem umístění obou členek páru. |                       |          |                   |     |          |

## Přehled finále

### Ženská dvouhra
- Čeng Saj-saj vs.  Aryna Sabalenková, 6−3, 7−6(7−3)

### Ženská čtyřhra
- Nicole Melicharová /  Květa Peschkeová vs.  Šúko Aojamová /  Ena Šibaharaová, 6−4, 6−4